# سیارک ۵۶۰۸۸
سیارک ۵۶۰۸۸ (به انگلیسی: 56088 Wuheng، نامگذاری:1999AZ23) پنجاه و شش هزار و هشتاد و هشتمین سیارک کشف شده‌است که در ۱۴ ژانویه ۱۹۹۹ کشف شد.